# Ernest Pillon
Pour les articles homonymes, voir Pillon.
Guillaume Michel Ernest Pillon est un peintre, dessinateur et archéologue français né le 9 janvier 1803 à Orléans (Loiret) et mort le 4 avril 1874 à La Chapelle-Saint-Mesmin (Loiret).

## Biographie
Issu d'une famille de pharmacien (père et grand-père), Ernest Pillon est né le 9 janvier 1803 au 67, rue Royale à Orléans (Loiret).
Il commence sa scolarité au lycée d'Orléans puis étudie à l'école polytechnique de Paris, reçu au concours avec la promotion de 1821.
À la mort de son frère, il interrompt ses études à Paris et rentre à Orléans.
Il s'engage dans la Révolution de Juillet en 1830.

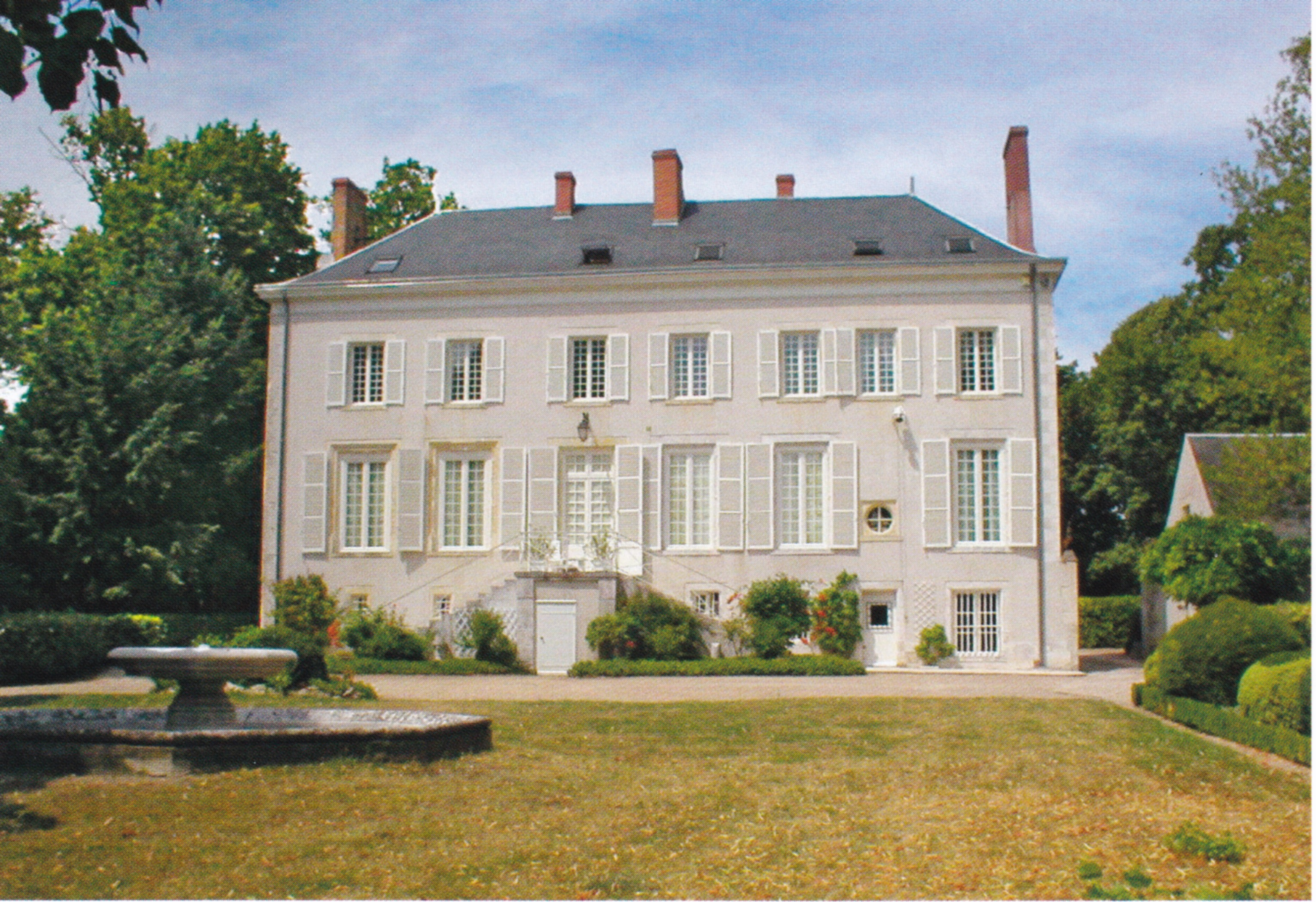
Le château de l'Ardoise à La Chapelle-Saint-Mesmin, racheté par Ernest Pillon en 1840.

Ernest Pillon expose ses œuvres au Salon de Paris en 1834 et 1838.
Il se marie entre 1836 et 1838 avec Marie Magdeleine Meunier et emménage au 34, rue de la Bretonnerie à Orléans.
La famille déménage au château de l'Ardoise à La Chapelle-Saint-Mesmin (Loiret) en 1840.
Vers 1845, il est conseiller municipal dans sa nouvelle commune de résidence.
En 1846, il participe, avec d'autres habitants, au sauvetage des fermiers de la Bouverie (commune de Chaingy) inondés par la grande crue de la Loire. Parallèlement, afin d'améliorer le régime des détenus, il participe aux travaux de la commission des prisons.
Il devient membre de la Société archéologique et historique de l'Orléanais le 23 novembre 1849, dans le bulletin de laquelle il publie de nombreux articles.
Le 24 novembre 1856, Ernest Pillon découvre la cavité naturelle dite de la grotte du Dragon.
Lors de la guerre franco-allemande de 1870, il demeure à Orléans, rue du Bourdon-Blanc. Ses manuscrits et dessins restés dans sa propriété de l'Ardoise sont alors détruits ou dérobés.
Il meurt au château de l'Ardoise le 4 avril 1874 et est inhumé au cimetière de La Chapelle-Saint-Mesmin où il sera rejoint par son épouse en 1902.
Il a un frère, Louis-Léon et une fille, Aimée Paul.

## Articles
Publiés dans la revue de la Société archéologique et historique de l'Orléanaisde 1849 à sa mort :
- Excusions  à Lavardin (château et église)
- Le château d’Arrabloy
- Etude sur le pignon
- Découverte des restes de Jean d'Orléans, comte de Dunois à la Basilique Notre-Dame de Cléry
- Etude sur le droit d’asile
- Histoire de l’Apothicairerie au moyen âge
- Etude sur les modes archéologiques en France
- Description du château et de l’église de Bellegarde
- Etude sur la tour
- Dernière visite à Mici
- Montbouy
- Les tumulus
- Découvertes à Neuvy
- La Maison de l’Ardoise
- Découvertes à La Chapelle
- Dissertation sur le mot Tudelle